# Eugene Koranteng
Eugene Koranteng (né le 20 décembre 1966) est un athlète ghanéen spécialiste du triple saut. 

## Biographie
En 1989, Eugene Koranteng remporte l'épreuve de triple saut aux Championnats d'Afrique, en réalisant 16,83 m. Il devance le Malgache Toussaint Rabenala et le Seychellois Paul Nioze.
Cette victoire lui permet de représenter l'Afrique à Coupe du monde des nations, où il se classe finalement 6e.

### Palmarès
| Date | Compétition                | Lieu      | Résultat | Performance |
| ---- | -------------------------- | --------- | -------- | ----------- |
| 1989 | Championnats d'Afrique     | Lagos     | 1er      | 16,83 m     |
| 1989 | Coupe du monde des nations | Barcelone | 6e       | 16,46 m     |